# Ascotis molynata
Ascotis molynata är en fjärilsart som beskrevs av Louis Beethoven Prout 1929. Ascotis molynata ingår i släktet Ascotis och familjen mätare. Inga underarter finns listade i Catalogue of Life.